# 広州市立中山図書館

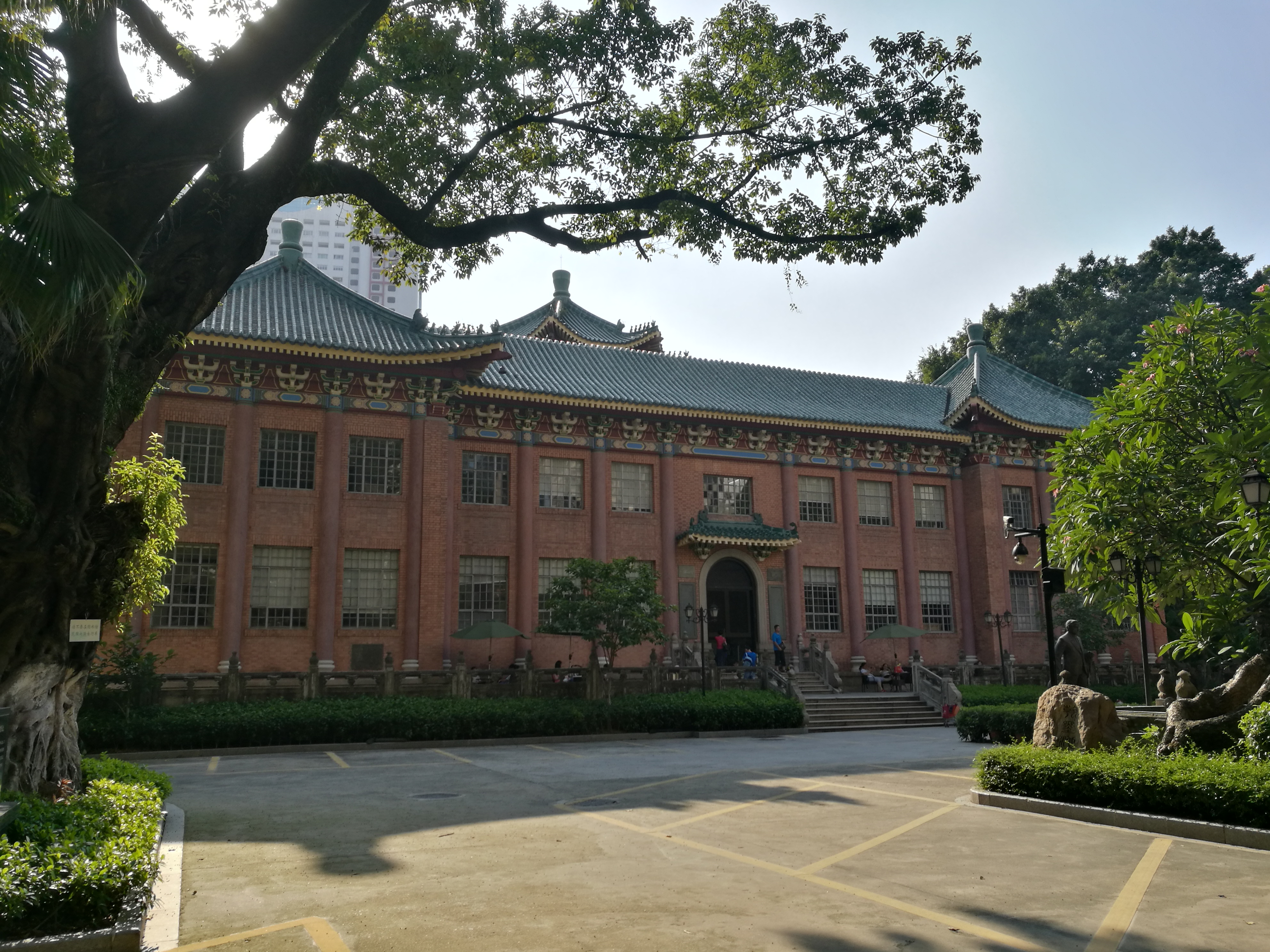
広州市立中山図書館

広州市立中山図書館は広州市の図書館である。越秀区文徳路81号にあり、広東省文物保護単位である。
広州市立中山図書館は1933年10月15日にオープンした。日中戦争の期間中、市立中山図書館が閉鎖されたたが、戦後の1946年3月11日に再開した。現在は265万冊の本を所蔵し、特に孫文についての文献収録が充実している。